# Skulpturenweg Salzgitter-Bad

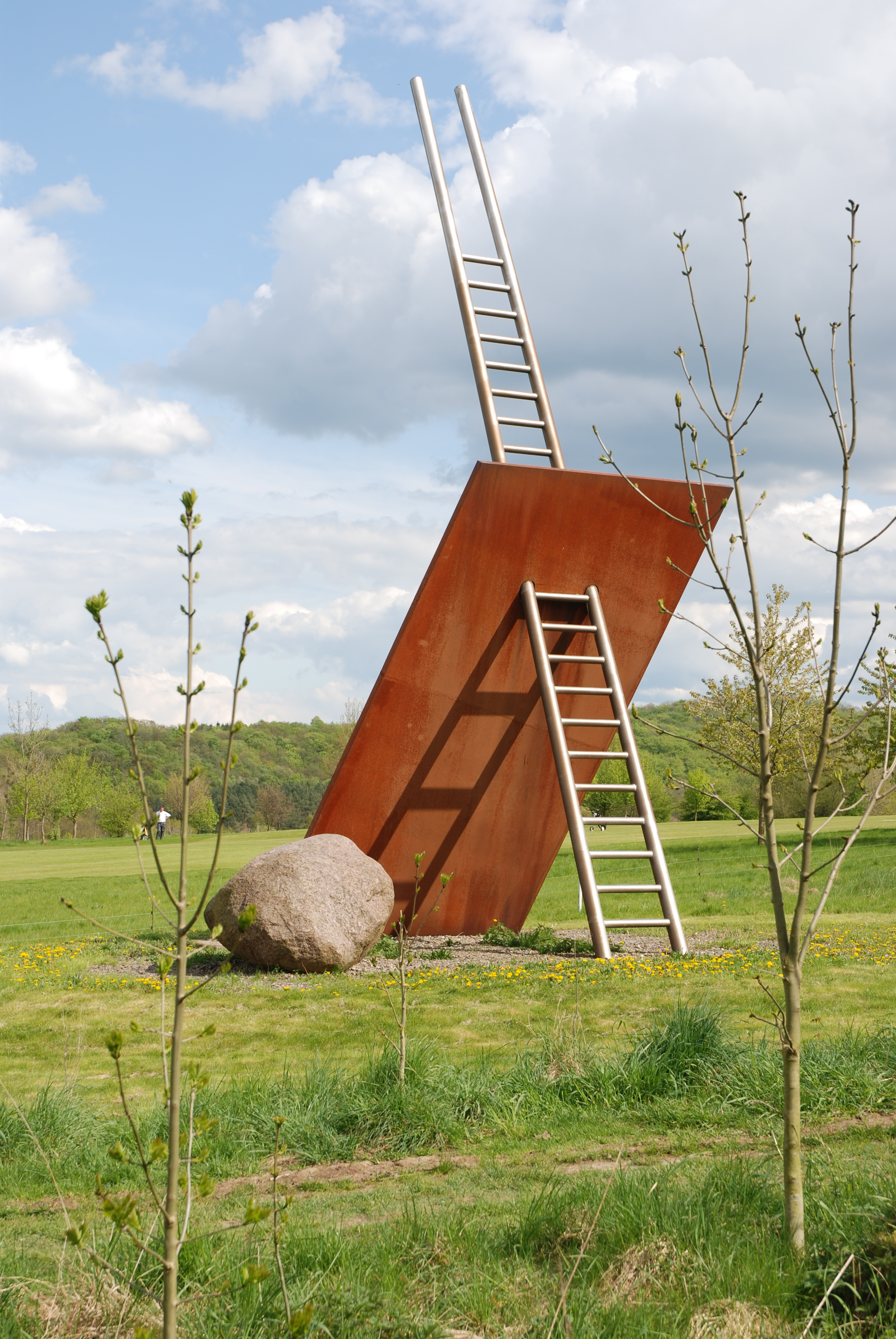
Gerd Winner: Jakobsleiter (2000)

De Skulpturenweg Salzgitter-Bad is een beeldenroute in het stadsdeel Salzgitter-Bad van Salzgitter in de Duitse deelstaat Nedersaksen. De beeldenroute, met negen beelden van staal (2009), is onderdeel van de Europese Straße des Friedens naar een idee van de beeldhouwer Otto Freundlich. De Skulpturenweg is de meest noordelijk en oostelijk gelegen beeldenroute van de Straße des Friedens, die moet gaan lopen van Parijs naar Moskou, een van de oudste Europese handelsroutes. Een groot deel van die route viel ook lang samen met een belangrijke pelgrimsroute. 
De eerste twee beelden werden geplaatst in 1999. Curator van het project is de beeldhouwer Gerd Winner.

## De collectie
1. Jean-Robert Ipoustéguy: Sonne, Mond und Himmel (1999)
2. Menashe Kadishman: Der Kuss (1999)
3. Leo Kornbrust: Kubus offen (2000)
4. James Reineking: Glacier (2000)
5. Gerd Winner: Jakobsleiter (2000)
6. Hiromi Akiyama: Shadow Dimension (2002)
7. Franz Bernhard: Kopf Salzgitter (2002)
8. Alf Lechner: Auf Ab Ab (2005/6)
9. Ulrich Rückriem: Opus Magnum, bestaande uit acht staalplaten (2009)